# 234
234是233与235之间的自然数。

## 在數學中
- 合數，正因數有1、2、3、6、9、13、18、26、39、78、117和234。
質因數分解為{\displaystyle 2\times 3^{2}\times 13}。
- 第55個過剩數，真因數和為312，盈度為78。前一個為228、下一個為240。
  - 第56個半完全數，和為本身的其中一組因數為1、 2、 3、 6、 9、 13、 18、 26、 39、 117。前一個為228、下一個為240。
- 第24個佩服數，相減後為本身的因數為39。前一個為224、下一個為246。
- 第72個十进制的哈沙德數。前一個為230、下一個為240。
- 十进制的奢侈數。
- 半完全數：234=39+78+117
- 佩服數：234=1+2+3+6+9+13+18+26+78+117-39
- {\displaystyle 10\times 234\pm 1}是孿生質數
- 第43個質數+43（191+43）

## 在人類文化中
- 新北市永和區的郵遞區號為234

## 在自然科學中
- 汞的熔點為234K
- 鈾-234是鈾的三種天然同位素之一，豐度為0.006%

## 在其他領域中
- 西元234年和前234年